# 2020年代臺灣電視公司戲劇節目列表
以下列表收錄台灣電視公司（簡稱：台視）2020年～2029年播映過的電視劇。
本表僅以首播（第一次播出）的為準，如有沒列出的，為再度播出或改播其他類型節目。除了收錄自製劇外，也含收錄外購劇（大陸劇、日韓劇、歐美影集等）。但常播出的像是：歌仔戲（若排在八點檔播出，則可收錄）、京劇、類戲劇、電視電影則不收錄。

## 播出頻道

### 台視主頻

#### 八點檔
| 年份   | 首播期間                 | 劇名                     | 集數    | 演員 | 網站                        |
| 2020年 | 2月6日 - 4月1日          | 四月望雨                 | 40      | - 第一部《雨夜花》共10集（2月6日 - 2月19日） 林韋君、洪浩竣、梅芳、吳朋奉、吳靜嫻、大久保麻梨子 - 第二部《望春風》共10集（2月20日 - 3月4日） 李之勤、鍾其翰、龐祥麟、龍劭華、張復建、李珞晴 - 第三部《月夜愁》共10集（3月5日 - 3月18日） 楊貴媚、呂金象、王湘瑩、華姵、李全忠、段可風 - 第四部《四季紅》共10集（3月19日 - 4月1日） 梁又琳、白一翔、葛蕾、朱陸豪、張本渝、班傑 | 網站 （页面存档备份，存于） |
| 2020年 | 4月2日 - 5月18日         | 天之蕉子                 | 33      | 楊子儀、吳怡霈、楊小黎、陳謙文、唐豐、周宜霈、黃靖倫、王晴、張嘉年、張瓊姿、林義芳 | 網站 （页面存档备份，存于） |
| 2020年 | 5月19日 - 2021年1月8日   | 生生世世                 | 168     | 方文琳、林嘉俐、米可白、林雨宣、薛仕凌、曾子益、方大緯、何宜珊、阿龐、林健寰、馬惠珍、黃瑄、潘逸安、許蓁蓁、陳婉婷、曹景俊 | 網站 （页面存档备份，存于） |
| 2021年 | 6月29日 - 8月4日         | 羅雀高飛                 | 27      | 大元、邱凱偉、李維維、田家達、傅小芸、李若玹、曾子益 | 網站 （页面存档备份，存于） |
| 2021年 | 8月5日 - 9月2日          | 天才醫師耀漢             | 22      | 池晟、李世榮、李奎炯、黃熙 | 網站 （页面存档备份，存于） |
| 2021年 | 9月23日 - 11月5日        | 一千個晚安               | 32      | 張棟樑、連俞涵、陳博正、姚愛寗、李宗霖、苗可麗、朱陸豪、謝瓊煖、陳幼芳、許展榮、陳庭萱 | 網站 （页面存档备份，存于） |
| 2021年 | 11月8日 - 2022年3月31日  | 一個屋簷下               | 100     | 周孝安、米可白、周宜霈、盧彥澤、林筳諭、楊子儀、何宜珊、潘逸安、陳文山、陳妍安、吳佳珊、陳玹宇、于晴 | 網站 （页面存档备份，存于） |
| 2022年 | 2月24日 - 4月6日         | 嘉慶君遊臺灣（2022年版） | 30      | 陳亞蘭、紀麗如、陳怡真、林佩儀、葉麗娜、廖麗君 | 網站 （页面存档备份，存于） |
| 2022年 | 4月7日 - 4月27日         | 美麗人生                 | 30      | 方馨、王樂妍、邱琦雯、柯叔元、王振復、陳謙文、張雁名 | 網站 （页面存档备份，存于） |
| 2022年 | 4月28日 - 6月10日        | 美麗人生 - 女人當家      | 32      | 方馨、王樂妍、邱琦雯、柯叔元、王振復、陳謙文、張雁名 | 網站 （页面存档备份，存于） |
| 2022年 | 6月13日 - 9月2日         | 美麗人生 - 日出他鄉      | 33-92   | 方馨、王樂妍、邱琦雯、柯叔元、王振復、陳謙文、張雁名 | 網站 （页面存档备份，存于） |
| 2022年 | 9月5日 - 10月18日        | 美麗人生 - 重返榮耀      | 93-124  | 方馨、王樂妍、邱琦雯、柯叔元、王振復、陳謙文、張雁名 | 網站 （页面存档备份，存于） |
| 2022年 | 10月19日 - 2023年7月24日 | 美麗人生 - 壯志高飛      | 125-323 | 方馨、王樂妍、邱琦雯、柯叔元、王振復、陳謙文、張雁名 | 網站 （页面存档备份，存于） |
| 2023年 | 11月20日 - 2024年5月8日  | 追分成功                 | 122     | 方馨、柯叔元、蕭景鴻、米可白、陳慕義、何宜珊、陳文山、茵芙、林在培、林乃華、馬國賢、陳瓊美、潘逸安、赫容、孫綻、謝麗金、亮曦、宋品葳、呂世偉、宋依璇、李銘叡、蔡湘宜、詹博丞、黃子柔、璽皓、許玥晨、王韋婷、林玉書 | 網站 （页面存档备份，存于） |
| 2024年 | 5月9日 - 7月18日         | 追分成功 起家            | 51      | 方馨、柯叔元、蕭景鴻、米可白、陳慕義、何宜珊、陳文山、茵芙、林在培、林乃華、馬國賢、陳瓊美、潘逸安、赫容、孫綻、謝麗金、亮曦、宋品葳、呂世偉、宋依璇、李銘叡、蔡湘宜、詹博丞、黃子柔、璽皓、許玥晨、王韋婷、林玉書 | 網站 （页面存档备份，存于） |
| 2025年 | 月日 -                   | 寶島西米樂               |         | |                             |

#### 十點檔

##### 週六
| 年份   | 首播期間            | 劇名            | 集數 | 演員 | 網站                        |
| 2020年 | 3月28日 - 6月20日   | 覆活            | 13   | 邱勝翊、任容萱、吳岳擎、姚以緹、黃仲崑、嚴藝文、游安順、子育、陸羿、蔡函岑、林鶴軒、陳以文、狄志杰、藍甯彤、唐振剛   | 網站 （页面存档备份，存于） |
| 2020年 | 6月27日 - 9月12日   | 男朋友          | 24   | 宋慧喬、朴寶劍、張勝祖、郭善英、P.O、車和娟、高昌錫、金柱憲                                                          | 網站 （页面存档备份，存于） |
| 2020年 | 9月19日 - 12月26日  | 因為我喜歡你    | 13   | 汪東城、郭雪芙、陳泂江、張本渝、郎祖筠、顏毓麟、羅北安、席惟倫、簡劭峰、陳怡叡、隆宸翰、朱薇彤、劉爾金、蘇達、王沛語 | 網站 （页面存档备份，存于） |
| 2021年 | 1月2日 - 4月3日     | 浪漫醫生金師傅2 | 26   | 韓石圭、安孝燮、李聖經、金柱憲                                                                                       | 網站 （页面存档备份，存于） |
| 2021年 | 10月16日 - 10月23日 | 2049－幸福話術  | 6    | 陳漢典、李亦捷 | 網站 （页面存档备份，存于） |
| 2021年 | 10月30日 - 11月6日  | 2049－刺蝟法則  | 6    | 林子熙、莫允雯 | 網站 （页面存档备份，存于） |
| 2021年 | 11月13日 - 11月20日 | 2049－完美預測  | 6    | 林柏宏、邵雨薇 | 網站 （页面存档备份，存于） |

#### 週日偶像劇
| 年份   | 首播期間                 | 劇名                   | 集數 | 演員                                                                                   | 網站                        |
| 2020年 | 2月2日 - 5月31日         | 跟鯊魚接吻             | 18   | 鍾瑶、羅宏正、李運慶、張景嵐、藍鈞天、茵芙、崔佩儀、鄭凱、黃建豪、海裕芬、吳碧蓮、蕭東意   | 網站 （页面存档备份，存于） |
| 2020年 | 6月7日 - 10月18日        | 浪漫輸給你             | 20   | 張立昂、宋芸樺、連晨翔、廖奕琁、許孟哲、蔡瑞雪、湯志偉、林敬倫、李迪恩、陳歆姸、劉主平 | 網站 （页面存档备份，存于） |
| 2020年 | 10月25日 - 2021年3月14日 | 天巡者                 | 20   | 賀軍翔、邵雨薇、陳璽安、程雅晨、張洛偍、周曉涵、楊銘威                                 | 網站 （页面存档备份，存于） |
| 2021年 | 3月21日 - 10月17日       | 戀愛是科學             | 18   | 莫允雯、吳念軒、黃薇渟、鄭暐達、林禹、許懷民、高雋雅、李京恬                           | 網站 （页面存档备份，存于） |
| 2021年 | 10月24日 - 2022年3月27日 | 逆局                   | 24   | 周渝民、李銘順、朱軒洋、張榕容、吳興國、紀培慧、曾敬驊                                 | 網站 （页面存档备份，存于） |
| 2022年 | 8月7日 - 10月9日         | 茁劇場－滴水的推理書屋 | 10   | 李沐、羅宏正、黃河、陳婉婷、林映彤                                                     | 網站 （页面存档备份，存于） |

#### 其他時段
| 年份   | 首播期間          | 劇名       | 集數 | 演員                                           | 網站                        |
| 2020年 | 1月13日 - 2月27日 | 花遊記     | 32   | 李昇基、車勝元、吳漣序、李洪基、張光           | 網站 （页面存档备份，存于） |
| 2021年 | 1月12日 - 2月24日 | 夫婦的世界 | 31   | 金喜愛、朴海俊、韓韶禧、朴宣暎、金永敏、全真㥠 | 網站 （页面存档备份，存于） |

## 外部連結
- 台視全球資訊網 （页面存档备份，存于）
- 台視全球資訊網 - 節目表 （页面存档备份，存于）
- 台視全球資訊網 - 節目總覽 （页面存档备份，存于）
- 台視主頻的Facebook專頁
- 台視戲劇的Facebook專頁
- YouTube上的「TTV 台視官方頻道 TTV Official Channel」頻道